# Hardeol
Die Hardeol ist ein 7151 m hoher ein Berg im Himalaya in Uttarakhand (Indien). 
Der Berg befindet sich im östlichen Garhwal-Himalaya im Nanda-Devi-Biosphärenreservat. Ein Berggrat führt nach Südsüdwesten zum 6992 m hohen Rishi Pahar. Der Tirsuli (mit seinen Gipfeln Tirsuli I und Tirsuli II) befindet sich nördlich des Hardeol.
Der Milamgletscher befindet sich an der Südostflanke, der Baginigletscher an der Westflanke des Hardeol.
Die Erstbesteigung fand am 31. Mai 1978 durch eine Expedition der indisch-tibetischen Grenzpolizei unter Führung von S. P. Mulasi statt.